# Monument der revolutionären Arbeiterbewegung

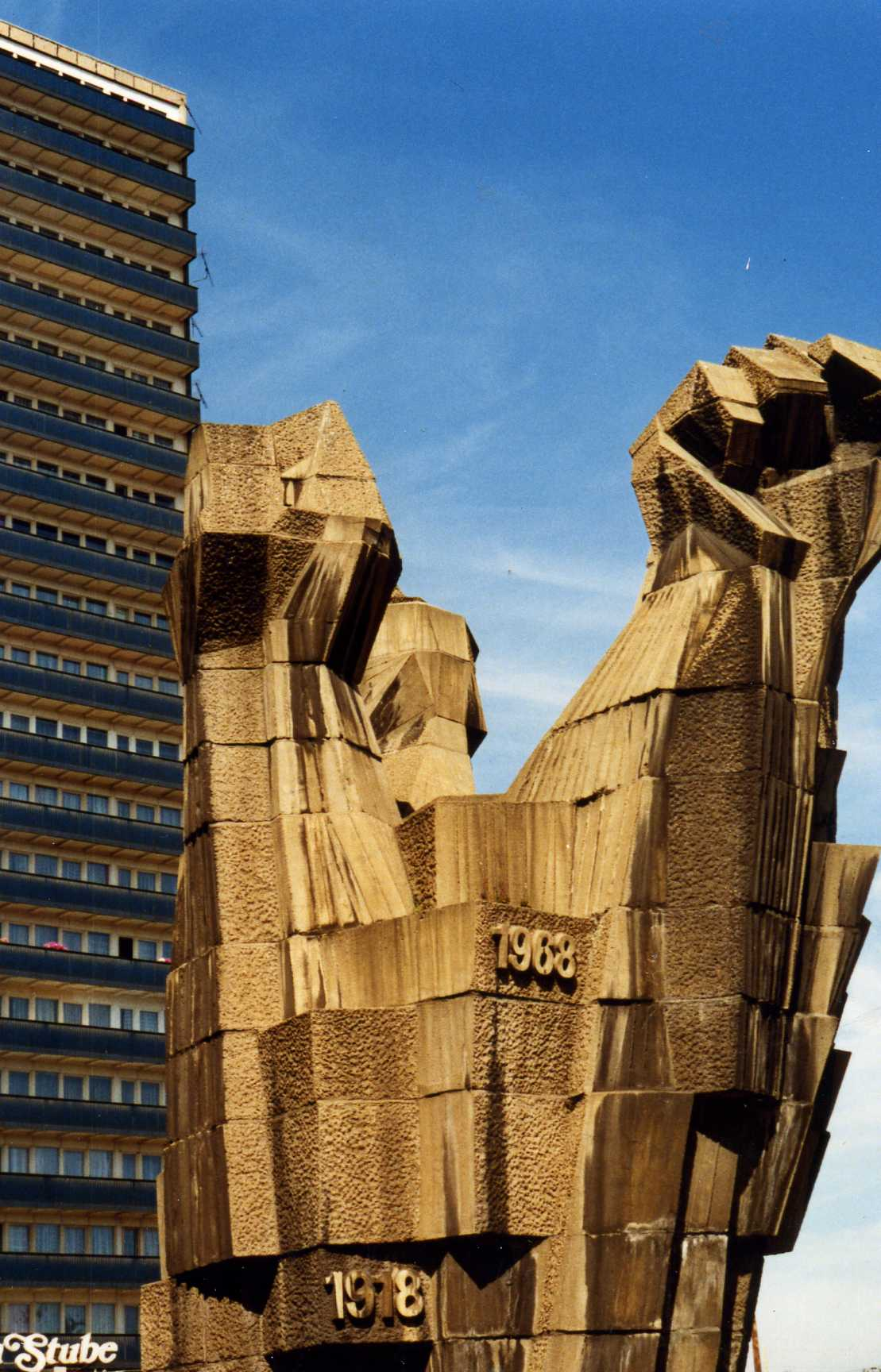
Das Monument im Jahr 1988

Das Monument der revolutionären Arbeiterbewegung war ein Denkmal in Halle (Saale), das von 1970 bis 2003 auf dem dortigen Ernst-Thälmann- bzw. Riebeckplatz stand. Umgangssprachlich ist das Monument als Fäuste bekannt.

## Gestaltung
Das Denkmal aus Beton zeigte vier 15 Meter hohe erhobene Fäuste, die die Arbeiterbewegung symbolisieren sollten. An mehreren Stellen markierten Jahreszahlen revolutionäre Daten, unter anderem: 1848 (Märzrevolution), 1869 (Gründung der Sozialdemokratischen Arbeiterpartei in Eisenach), 1917 (Oktoberrevolution in Russland), 1918 (Novemberrevolution), 1921 (Märzkämpfe in Mitteldeutschland), 1949 (Gründung der DDR), 1968 (Annahme der nach 1949 zweiten Verfassung der DDR). Nach dem Zusammenbruch des DDR-Regimes wurden die Jahreszahlen 1953 (Aufstand vom 17. Juni 1953), 1961 (Bau der Berliner Mauer), 1989 (Zusammenbruch des DDR-Regimes) und 1990 (Wiedervereinigung Deutschlands, in Schwarz-Rot-Gold) provisorisch ergänzt.

## Geschichte

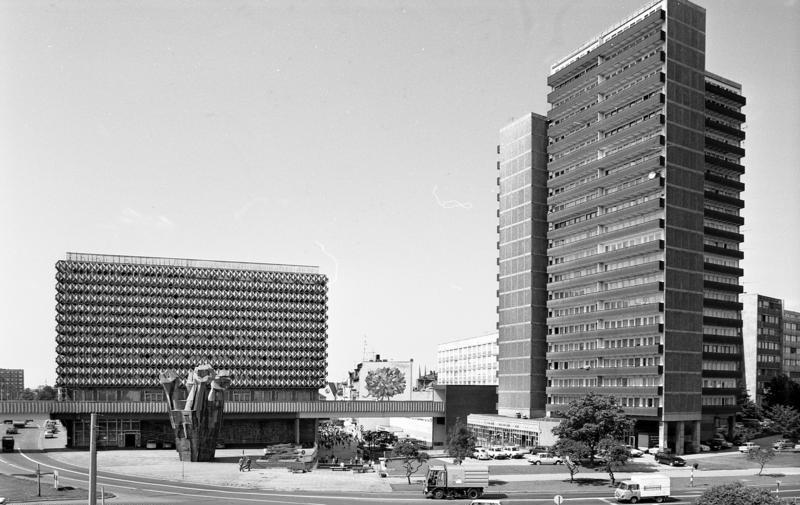
Riebeckplatz mit Monument (1991)

Erschaffen wurde das Denkmal 1969–1970 von Heinz Beberniß zusammen mit Gerhard Lichtenfeld und Sigbert Fliegel im Zuge der Neugestaltung des Hallenser Riebeckplatzes zum zentralen Ernst-Thälmann-Platz an der Westseite des Platzes vor dem Haus des Lehrers. Enthüllt wurde es am 6. Oktober 1970.
Im Oktober 2001 beschloss der Stadtrat von Halle den Abriss des Denkmales, da es der notwendigen Umgestaltung des zum Unfallschwerpunkt gewordenen Riebeckplatzes im Wege gestanden habe. Im Juli 2003 wurde das Denkmal trotz Protesten aus Teilen der Bevölkerung abgerissen.

## Rezeption
1973 wurde das Monument auf einer Briefmarke der Deutschen Post in der Dauermarkenserie Aufbau in der DDR abgebildet. Es war auf dem 30-Pfennig-Wert zu sehen und ist neben den Berliner Bauwerken Lenindenkmal (Abriss 1991), Großgaststätte Ahornblatt auf der Fischerinsel (Abriss 2000) und dem Palast der Republik (Abriss 2006–2008) eines von vier Motiven der Reihe, das nicht mehr existiert.